# Syrianska IF Kerburan
Syrianska IF Kerburan - som i folkmun endast kallas för "Syrianska IF" - är en fotbollsförening från Västerås som bildades år 1977. Laget spelar sina matcher på Wenströmska IP på Vallby i Västerås. Mellan åren 2008-2016 spelade man dock sina hemmamatcher på den större Iver Arena innan man valde att flytta hem till Vallby igen inför säsongen 2017.
Syrianska hade ett tag publikrekordet på Iver Arena då man besegrade lokalkonkurrenten Västerås SK med 2-1 inför 6 441 åskådare den 5 september 2010. Publikrekordet är slaget sedan 5 maj 2024 av Västerås SK med det nya rekordet 8 714.
Namnet "Kerburan" är den syrianska by i Turabdin som de flesta syrianer i Västerås härstammade från under 1970-talet. 1977 skapades Syrianska Kulturföreningen (SKF). Fotbollen var då en sektion inom kulturföreningen och laget hette Kerburan SK. De första två åren spelade man i de lokala korpserierna innan man 1979 för första gången registrerades för seriespel. Inför säsongen 1993 ändrade man det gamla namnet Kerburan SK till dagens Syrianska IF Kerburan. Därmed blev man också en renodlad idrottsförening.
Lagets första säsong i Division 1 Norra spelades 2009 och det var första gången man låg så högt i seriesammanhang. Tränaren var meriterade Edmond Lutaj som tränade laget även 2007.
Säsongen 2023 spelar Syrianska IF Kerburan i division 4 Västmanland. 

## Tidigare resultat
| Säsong | Nivå   | Division   | Serie          | Plats | Förflyttning |
| ------ | ------ | ---------- | -------------- | ----- | ------------ |
| 2006   | Nivå 4 | Division 2 | Norra Svealand | 4     |              |
| 2007   | Nivå 4 | Division 2 | Norra Svealand | 2     |              |
| 2008   | Nivå 4 | Division 2 | Norra Svealand | 1     | Uppflyttning |
| 2009   | Nivå 3 | Division 1 | Norra          | 10    |              |
| 2010   | Nivå 3 | Division 1 | Norra          | 3     |              |
| 2011   | Nivå 3 | Division 1 | Norra          | 9     |              |
| 2012   | Nivå 3 | Division 1 | Norra          | 12    | Nedflyttning |
| 2013   | Nivå 4 | Division 2 | Norra Svealand | 5     |              |
| 2014   | Nivå 4 | Division 2 | Norra Svealand | 5     |              |